# 15501 Pepawlowski
15501 Pepawlowski è un asteroide della fascia principale. Scoperto nel 1999, presenta un'orbita caratterizzata da un semiasse maggiore pari a 2,8688074 UA e da un'eccentricità di 0,0749390, inclinata di 1,70845° rispetto all'eclittica.